# Loma Tendida
Loma Tendida es una localidad del estado mexicano de Guanajuato. Es parte del municipio de Valle de Santiago.

## Demografía
| Gráfica de evolución demográfica |
|                                  |

| Censo | Población |
| ----- | --------- |
| 1900  | 220       |
| 1910  | 287       |
| 1921  | 404       |
| 1930  | 473       |
| 1940  | 618       |
| 1950  | 674       |
| 1960  | 791       |
| 1970  | 884       |
| 1980  | 535       |
| 1990  | 1 242     |
| 2000  | 1 076     |
| 2010  | 1 152     |
| 2020  | 1 165     |